# Myiarchus
Myiarchus  es un género de aves paseriformes perteneciente a la familia Tyrannidae que agrupa a numerosas especies nativas de las Américas, algunas de las cuales se reproducen desde el sureste de Canadá y Estados Unidos migrando hacia el sur, y que se distribuyen desde México, por toda América Central, islas del Caribe, América del Sur (inclusive islas Galápagos), hasta el centro sur de Argentina. A sus miembros se les conoce por el nombre común de copetones y también burlistos, atrapamoscas, chileros o güises, entre otros.

## Etimología
El nombre genérico masculino «Myiarchus» se compone de las palabras del griego «μυια muia, μυιας muias» que significa ‘mosca’, y «αρχος arkhos» que significa ‘jefe’.

## Características
Las aves de este género son un numeroso grupo de tiránidos bastante grandes, midiendo entre 16 y 20 cm de longitud, encontrados ampliamente en ambientes semiabiertos o bordes de bosques. La mayoría son muy similares entre sí en patrón de plumaje, en general pardo oliváceo por arriba, pecho y garganta grisáceos y vientre amarillento (con la notable excepción del todo rufo M. semirufus), por lo que es mejor identificarlos por sus cantos generalmente diferenciados y sus zonas de distribución. Exhiben una crista generalmente del mismo color pero más oscura que el dorso, las alas son oscuras con bordes y dos barras grisáceo pálido. Usualmente construyen sus nidos en cavidades en árboles.

## Taxonomía
Los datos genéticos de Joseph et al. 2004 indican que el género es monofilético, con la posible excepción de los morfológicamente diferentes M. semirufus y M. magnirostris. Dentro del género son evidentes dos clados principales: (1) el grupo primariamente sudamericano compuesto de todas las especies residentes (semirufus, tuberculifer, swainsoni, venezuelensis, panamensis, apicalis, phaeocephalus, cephalotes y magnirostris) con la excepción de M. tyrannulus e incluyendo al jamaicano M. barbirostris, y (2) un grupo centroamericano - norteamericano - caribeño compuesto de las especies restantes y M. tyrannulus.
Los amplios estudios genético-moleculares realizados por Tello et al. (2009) descubrieron una cantidad de relaciones novedosas dentro de la familia Tyrannidae que todavía no están reflejadas en la mayoría de las clasificaciones. Siguiendo estos estudios, Ohlson et al. (2013) propusieron dividir Tyrannidae en cinco familias. Según el ordenamiento propuesto, Myiarchus permanece en Tyrannidae, en una subfamilia Tyranninae Vigors, 1825, en una tribu Myiarchini Hellmayr, 1927, junto a Casiornis, Sirystes y Rhytipterna.

## Lista de especies
Según las clasificaciones del Congreso Ornitológico Internacional (IOC) y Clements Checklist/eBird, agrupa a las siguientes especies, con su respectivo nombre común de acuerdo con la Sociedad Española de Ornitología (SEO):
| Imagen | Nombre científico       | Autor                          | Nombre común           | Estado de conservación | Distribución |
| ------ | ----------------------- | ------------------------------ | ---------------------- | ---------------------- | ------------ |
|        | Myiarchus semirufus     | P.L. Sclater & Salvin, 1878    | copetón rufo           | VU                     |              |
|        | Myiarchus yucatanensis  | Lawrence, 1871                 | copetón yucateco       | LC                     |              |
|        | Myiarchus barbirostris  | (Swainson, 1827)               | copetón jamaicano      | LC                     |              |
|        | Myiarchus tuberculifer  | (d'Orbigny & Lafresnaye ,1837) | copetón capirotado     | LC                     |              |
|        | Myiarchus swainsoni     | Cabanis & Heine ,1860          | copetón de Swainson    | LC                     |              |
|        | Myiarchus venezuelensis | Lawrence, 1865                 | copetón venezolano     | LC                     |              |
|        | Myiarchus panamensis    | Lawrence, 1861                 | copetón panameño       | LC                     |              |
|        | Myiarchus ferox         | (Gmelin, 1789)                 | copetón feroz          | LC                     |              |
|        | Myiarchus apicalis      | P.L. Sclater & Salvin, 1881    | copetón apical         | LC                     |              |
|        | Myiarchus cephalotes    | Taczanowski, 1880              | copetón montañero      | LC                     |              |
|        | Myiarchus phaeocephalus | P.L. Sclater, 1860             | copetón tiznado        | LC                     |              |
|        | Myiarchus cinerascens   | (Lawrence, 1851)               | copetón cenizo         | LC                     |              |
|        | Myiarchus nuttingi      | Ridgway, 1882                  | copetón de Nutting     | LC                     |              |
|        | Myiarchus crinitus      | (Linnaeus, 1758)               | copetón viajero        | LC                     |              |
|        | Myiarchus tyrannulus    | (Statius Müller, 1776)         | copetón tiranillo      | LC                     |              |
|        | Myiarchus magnirostris  | (Gould, 1839)                  | copetón de Galápagos   | LC                     |              |
|        | Myiarchus nugator       | Riley, 1904                    | copetón de Granada     | LC                     |              |
|        | Myiarchus validus       | Cabanis, 1847                  | copetón colirrufo      | LC                     |              |
|        | Myiarchus sagrae        | (Gundlach, 1852)               | copetón de De La Sagra | LC                     |              |
|        | Myiarchus stolidus      | (Gosse, 1847)                  | copetón bobito         | LC                     |              |
|        | Myiarchus antillarum    | (Bryant, 1866)                 | copetón puertorriqueño | LC                     |              |
|        | Myiarchus oberi         | Lawrence, 1877                 | copetón de Ober        | LC                     |              |